# Hästholmen, Ingå
Hästholmen är en halvö i Finland. Den ligger i Ingå i landskapet Nyland, i den södra delen av landet, 50 km väster om huvudstaden Helsingfors.